# Swiniszte
Swiniszte lub Svinište (maced. Свиниште) – wieś w południowej Macedonii Północnej, w pobliżu drugiego co do wielkości miasta tego kraju – Bitoli.
Osada wchodzi w skład gminy Bitola.